# Piotr Albiński
Piotr Albiński (ur. 7 października 1969 w Szczecinie) – polski pływak, specjalista stylu dowolnego. Olimpijczyk z Barcelony (1992), Brązowy medalista mistrzostw świata na basenie 25 m z 1993, wielokrotny mistrz, rekordzista i reprezentant Polski.

## Kariera sportowa
Był zawodnikiem Stali Stocznia Szczecin (1978-1988) i Śląska Wrocław (1988-1997). W 1996 ukończył studia w Akademii Wychowania Fizycznego we Wrocławiu, od 2001 pracował w sekcji pływackiej AZS AW Wrocław, następnie w Śląsku Wrocław. W 2009 obronił na macierzystej uczelni pracę doktorską Zmiany zdolności różnicowania kinestetycznego i wybrane parametery kontroli treningu pływackiego, napisaną pod kierunkiem Krystyny Zatoń

### Igrzyska olimpijskie
W 1992 wystąpił na Igrzyskach Olimpijskich w Barcelonie. W wyścigu na 1500 m stylem dowolnym uzyskał 9. czas eliminacji (15:23.01) i nie awansował do finału. W sztafecie 4 × 200 m stylem dowolnym (razem z Mariuszem Podkościelnym, Krzysztofem Cwaliną i Arturem Wojdatem) odpadł w eliminacjach z czasem 7:29.59 (trzynasty czas tej rundy).

### Mistrzostwa świata
Swój największy sukces w karierze międzynarodowej osiągnął na mistrzostwach świata na basenie 25 m w 1993, zdobywając brązowy medal na dystansie 1500 m, wynikiem 14:53,97. Na mistrzostwach świata na krótkim basenie w 1995 zajął na dystansie 1500 m stylem dowolnym 7. miejsce, wynikiem 15:18.75, na 400 m stylem dowolnym 8 m., wynikiem 3:53.82. Na mistrzostwach świata w pływaniu na długim basenie w 1994 odpadł w eliminacjach wyścigu na 1500 m stylem dowolnym, uzyskując 24 czas (15.59,04).

### Mistrzostwa Europy
Na mistrzostwach Europy trzykrotnie wszedł do finału wyścigu na 1500 m, zajmując odpowiednio miejsca: 5. z czasem 15:30.30 (1991), 6. z czasem 15:28.43 (1993), 6. z czasem 15:41.69 (1993).

### Mistrzostwa Polski
Na mistrzostwach Polski na długim basenie zdobył 30 medali, w tym 15 złotych, z czego 12 złotych indywidualnie.
- 200 m stylem dowolnym: 1 m. (1994)
- 400 m stylem dowolnym: 3 m. (1988), 3 m. (1989), 2 m. (1991), 3 m. (1992), 1 m. (1993), 2 m. (1994), 1 m. (1995), 1 m. (1997)
- 1500 m stylem dowolnym: 2 m. (1986), 2 m. (1987), 1 m. (1988), 1 m. (1500 m), 2 m. (1991), 1 m. (1992), 1 m. (1993), 1 m. (1994), 1 m. (1995), 1 m. (1996), 1 m. (1997)
- 4 × 100 m stylem dowolnym: 2 m. (1989), 3 m. (1994)
- 4 × 200 m stylem dowolnym: 1 m. (1986), 2 m. (1989) 1 m. (1990), 3 m. (1991), 2 m. (1992), 2 m. (1993), 1 m. (1994), 2 m. (1997)

Na mistrzostwach Polski na krótkim basenie wywalczył 18 złotych medali:
- 200 m stylem dowolnym: 1995
- 400 m stylem dowolnym: 1990, 1992, 1993, 1995, 1996
- 1500 m stylem dowolnym: 1989, 1990, 1991, 1992, 1993, 1995, 1996, 1997
- 4 × 100 m stylem dowolnym: 1990
- 4 × 200 m stylem dowolnym: 1989, 1990
- 4 × 100 m stylem zmiennym: 1991

### Rekordy Polski
Czterokrotnie poprawiał rekordy Polski na krótkim basenie, w tym 1 × na 800 m stylem dowolnym, 3 × na 1500 m stylem dowolnym. M.in. jako pierwszy Polak w historii przepłynął 1500 m poniżej 15 minut – 22 stycznia 1992 osiągnął wynik 14:53,63 (w latach 80. poniżej 15 minut na dystansie 1650 y pływał m.in. Mariusz Podkościelny, który w 1989 wygrał mistrzostwa NCAA z czasem 14:38,09, także Artur Wojdat osiągał wcześniej na dystansie 1650 y wyniki poniżej 15 minut). Na długim basenie pierwszym Polakiem, który przepłynął ten dystans poniżej 15 minut był w 2005 Mateusz Sawrymowicz.